# Havremust
Havremust är ett finmalet mjöl gjort av ångkokta havrekärnor. Ångkokning gör mjölet mer lättsmält och ger en mildare smak. Havremust används till soppa, välling eller gröt.
Havremust kan även avse en soppa gjord av fint havremjöl.